# Bimo (Maroc)
Ne doit pas être confondu avec Groupe Bimo.
Bimo (Biscuiterie Industrielle du Moghreb) est une société privée marocaine spécialisée dans la biscuiterie, devenue filiale du Groupe ONA en 1999. Elle compte environ 40 références sous cinq marques différentes et bénéficie du savoir-faire et de l’expertise de Danone depuis que ce groupe en est devenu actionnaire avec 50% des parts.
Depuis 2012, Bimo appartient à 20% au groupe américain Mondelez International (issu d'une scission de l'américain Kraft Foods).

## Historique
Créé en 1981 par Driss Meskini et René Ebbo, Bimo s'est rapidement constitué en leader de l'industrie biscuitière au Maroc, rejoignant le giron du Groupe ONA et Danone en 1999.
En 1982, Bimo introduit avec succès son biscuit sec emblématique, Golden, dont l'emballage doré et le goût rappellent fortement les biscuits faits maison.
En 1985, la marque, déjà reconnue pour ses biscuits, se lance dans le segment des gaufrettes avec Tonik. Ce succès est suivi en 1992 par le lancement de Tagger, une nouvelle marque qui vient compléter l’offre de Bimo.
La gamme continue de s'élargir sous la direction des fondateurs, Driss Meskini et René Ebbo, qui introduisent en 1990 la génoise, Merendina, un produit mythique qui rencontre également un grand succès.
Pour répondre à la demande croissante, Bimo décide en 1994 d’augmenter sa capacité de production en ouvrant une deuxième unité. Entre 1988 et 1998, la société investit activement pour soutenir sa croissance, avec un portefeuille d’investissement de 100 millions de dirhams rien que pour l’année 1994. 
En 1999, Bimo a été vendue au consortium ONA-Danone, qui se partagent à parts égales le capital de l’entreprise, soit 100 millions de dirhams. Cette acquisition a marqué un tournant dans l'histoire de l'entreprise et a permis à Bimo de renforcer sa position sur le marché marocain.
En 2007, Danone vend sa branche biscuiterie à Kraft Foods. Cette vente n’est pas sans conséquence pour le marché marocain, puisque Kraft se retrouve ainsi actionnaire à hauteur de 50% de Bimo. 
En septembre 2012, le groupe américain Kraft Foods rachète les parts de la Société nationale d'investissement, et devient alors l'unique actionnaire de Bimo.